# 1964年東京オリンピックの中華民国選手団
 1964年東京オリンピックの中華民国選手団(1964ねんとうきょうオリンピックのちゅうかみんこくせんしゅだん)は、1964年10月10日から10月24日まで開かれた1964年東京オリンピックの中華民国の選手団、およびその競技結果。
| スタブアイコン | サブスタブ | この項目は、まだ閲覧者の調べものの参照としては役立たない、スポーツに関連した書きかけの項目です。この項目を加筆・訂正などしてくださる協力者を求めています（P:スポーツ/PJ:スポーツ）。 |